# Mihaela Pogăcean
Mihaela Pogăcean (născută Stoica, n. 27 ianuarie 1958, București, România) este o fostă alergătoare română, specializată în proba de 100 m garduri.

## Carieră
Ea este multiplă campioană natională și a doborât 28 de recorduri naționale. Prima ei performanță notabilă a fost locul 5 la Campionatul European de Juniori (sub 20) din 1975 de la Atena. În anul 1983 a participat la Campionatul Mondial de la Helsinki dar nu a reușit să se califice în finală. În 1985  a stabilit recordul național (44,18 s) cu ștafeta de 4×100 m, împreună cu Doina Voinea, Lucia Militaru și Marieta Ilcu.
La Campionatul European din 1986 de la Stuttgart Mihaela Pogăcean a obținut locul 8. În 1988 a câștigat medalia de bronz la Campionatul European de în sală de la Budapesta, stabilind recordul național la 60 m garduri în calificări cu un timp de 7,86 s. La Campionatul Mondial în sală din 1989 a ocupat locul 5.
În anul 1990 Pogăcean a câștigat din nou medalia de bronz la Campionatul European în sală. În sezonul în aer liber a avut cea mai bună formă. În luna iunie, la un concurs în Franța, a stabilit recordul național, având un timp de 12,62 s. O săptămână mai târziu în Marea Britanie a alergat și mai repede, 12,53 s, dar vântul din spate a fost prea tare. La Campionatul Mondial în sală din 1991 s-a clasat pe locul 6. S-a retras din activitate după ce a rămas gravidă.
În 2004 ea a primit Medalia „Meritul Sportiv” clasa I.

## Realizări
| An   | Competiție                               | Locație               | Loc | Eveniment     | Note  |
| ---- | ---------------------------------------- | --------------------- | --- | ------------- | ----- |
| 1975 | Campionatul European de Juniori (sub 20) | Atena, Grecia         | 5   | 100 m garduri | 14,28 |
| 1983 | Campionatul Mondial                      | Helsinki, Finlanda    | 17  | 100 m garduri | 13,21 |
| 1986 | Campionatul European în sală             | Madrid, Spania        | –   | 60 m garduri  | NT    |
| 1986 | Campionatul European                     | Stuttgart, Germania   | 8   | 100 m garduri | 13,17 |
| 1988 | Campionatul European în sală             | Budapesta, Ungaria    | 3   | 60 m garduri  | 7,92  |
| 1989 | Campionatul Mondial în sală              | Budapesta, Ungaria    | 5   | 60 m garduri  | 7,95  |
| 1990 | Campionatul European în sală             | Glasgow, Regatul Unit | 3   | 60 m garduri  | 7,99  |
| 1991 | Campionatul Mondial în sală              | Sevilla, Spania       | 6   | 60 m garduri  | 8,04  |
| 1991 | Campionatul Mondial                      | Tokio, Japonia        | 20  | 100 m garduri | 13,38 |

## Recorduri personale
| Probă                | Performanță | Dată              | Locație           |
| -------------------- | ----------- | ----------------- | ----------------- |
| 100 m garduri        | 12,62 RN    | 29 iunie 1990     | Villeneuve d'Ascq |
| 4×100 m              | 44,18 RN    | 2 august 1985     | Stara Zagora      |
| 60 m garduri în sală | 7,86 RN     | 5 martie 1988     | Budapesta         |
| 4×200 m în sală      | 1:40,27 RN  | 16 februarie 1991 | Bacău             |